# Anders Kloppenborg
Anders Kloppenborg (født 16. maj 1951) har været rektor for Birkerød Gymnasium fra 2003 til 2020. Han er tidligere kostskoleinspektør på Stenhus Gymnasium fra 1985 til 1994, rektor for Holte Gymnasium fra 1994 til 1996, rektor for Esbjerg Gymnasium og HF fra 1996 til 1997, samt forhenværende partisekretær for Det Radikale Venstre fra 1997 til 2003. Anders Kloppenborg er Ridder af Dannebrog.

## Personlig baggrund
Anders Kloppenborg blev student fra Herlufsholm Skole og Kostskole i 1970 og fortsatte som studerende ved Københavns Universitet i årene 1970-1978. Han dimitterede som cand. Mag. I samfundsfag med bifag i idræt. Kloppenborg blev ansat som lektor ved Stenhus Gymnasium fra 1978 til 1985 og fortsatte som lektor samt kostskoleinspektor for Stenhus Gymnasium frem til 1994. Derefter var han rektor for Holte Gymnasium fra 1994 til 1996, rektor for Esbjerg Gymnasium of HF fra 1996 til 1997. I 1997 skiftede Kloppenborg karrierespor, og blev sekretariatsleder samt partisekretær for det Radikale Venstre på Christiansborg frem til 2003.
I 2003 vendte Anders Kloppenborg atter tilbage til undervisningssektoren og blev ansat som rektor på Birkerød Gymnasium frem til 2020. Først under det daværende Frederiksborg amt og efter strukturreformen i 2007 som rektor for den selvejende institution Birkerød gymnasium HF, IB og Kostskole.

## Politik og foreningsarbejde
Anders Kloppenborg har bestridt en række formands- og bestyrelsesposter, senest som mangeårigt medlem af bestyrelsen i Danske Gymnasier, og forhenværende formand for foreningen Danske IB-skolerog forhenværende formand for foreningen af Danske Gymnasiekostskoler. Han har derudover siden 1978 beklædt en række poster indenfor foreningslivet i Holbæk kommune, herunder som forhenværende bestyrelsesformand i A/S Medieselskabet Nordvestsjælland, forhenværende seniorformand i Holbæk bold og Idrætsforening samt som bestyrelsesmedlem i Team Rudersdal.

## Virke som rektor for Birkerød Gymnasium
I løbet af sine 18 år som rektor for Birkerød Gymnasium er Birkerød Gymnasium vokset fra at være et mellemstort lokalt gymnasium, til at være et af landets helt store gymnasier med en bred vifte af STX-spor, en HF-afdeling og en international linje, der gør skolen til en IB Diploma-skole.
Anders Kloppenborg har haft fokus på skolens udvikling, og implementeringen af to store reformer af STX og HF i 2005 og igen i 2017. Samtidig har Anders Kloppenborg moderniseret skolens ydre rammer og faciliteter.

## Ridder af Dannebrog
Den 17. april 2017 var Anders Kloppenborg til offentlig audiens hos H.M. Dronningen og takkede for modtagelse af ridderkorset.

## Medieomtale
Anders Kloppenborg har, ad flere omgange, udtalt sig som rektor på vegne af Birkerød Gymnasium i diverse lokale såvel som nationale medier. Af bemærkelsesværdige sager kan der nævnes:
Aflysning af studierejser under Coronasituationen i foråret 2020
Anders Kloppenborg var den første rektor der tog beslutningen om at aflyse studierejser under Coronasituationen i foråret 2020. Beslutningen blev diskuteret bredt i de nationale medier, og skabte præcedens for andre gymnasier, der siden fulgte trop.
Udnævnelse af Birkerød Gymnasium som landets første Røde Kors skole
I efteråret 2020 indgik Birkerød Gymnasium et samarbejde med Røde Kors om at blive landets første Røde Kors-gymnasium.